# Thomas Campaniello
Thomas Campaniello, né le 29 février 2008 à Certaldo en Italie, est un footballeur italien, qui évolue au poste d'avant-centre à l'Empoli FC.

## Biographie

### En club
Né Certaldo en Italie, Thomas Campaniello est formé par l'Empoli FC. Il s'illustre avec les équipes de jeunes du club, terminant notamment meilleur buteur de la ligue avec les moins de 15 ans lors de la saison 2022-2023 avec 27 réalisations, et continue d'être prolifique avec la catégorie au dessus avec les moins de 16 ans lors de la saison 2023-2024 en étant l'un des meilleurs buteurs du championnat. Campaniello signe son premier contrat professionnel avec Empoli le 1er mars 2024, le liant au club jusqu'en juin 2027.

### En équipe nationale
Thomas Campaniello est sélectionné avec l'équipe d'Italie des moins de 17 ans pour participer au championnat d'Europe des moins de 17 ans en 2024. Son équipe atteint la finale de la compétition  après avoir battu le Danemark en demi-finale (0-1 score final),,.

## Palmarès
Italie -17 ans
- Finaliste du championnat d'Europe des moins de 17 ans
  - 2024.